# Stor-Stenvattnet (Frostvikens socken, Jämtland)
Stor-Stenvattnet är en sjö i Strömsunds kommun i Jämtland och ingår i Ångermanälvens huvudavrinningsområde. Sjön har en area på 0,0936 kvadratkilometer och ligger 566,7 meter över havet. Stor-Stenvattnet ligger i Frostvikenfjällen Natura 2000-område.

## Delavrinningsområde
Stor-Stenvattnet ingår i det delavrinningsområde (715359-145112) som SMHI kallar för Inloppet i 715360-145316. Medelhöjden är 598 meter över havet och ytan är 5,39 kvadratkilometer. Räknas de 5 avrinningsområdena uppströms in blir den ackumulerade arean 14,55 kvadratkilometer. Vattendraget som avvattnar avrinningsområdet har biflödesordning 4, vilket innebär att vattnet flödar genom totalt 4 vattendrag innan det når havet efter 288 kilometer. Avrinningsområdet består mestadels av skog (81 procent) och sankmarker (12 procent). Avrinningsområdet har 0,26 kvadratkilometer vattenytor vilket ger det en sjöprocent på 4,9 procent.